# Alchemilla chionophila
Alchemilla chionophila es una especie de planta del género Alchemilla, perteneciente a la familia Rosaceae.

## Taxonomía
Alchemilla chionophila fue descrita por Serguéi Yuzepchuk en 1954.

## Distribución
Se encuentra en el territorio de Kazajistán y Uzbekistán.